# Tegan Jovanka
Tegan Jovanka es un personaje de ficción interpretado por Janet Fielding en la longeva serie británica de ciencia ficción Doctor Who. Es una auxiliar de vuelo nacida en Brisbane y acompañante del Doctor, brevemente en su cuarta encarnación y mucho más extensamente en la quinta. Fue personaje regular en el programa entre 1981 y 1984.
Tegan fue la acompañante de mayor duración en términos de años consecutivos en la serie (3 años y 1 mes), seguida de cerca por Sarah Jane Smith (a quien Tegan conoce brevemente en el especial The Five Doctors). Jamie McCrimmon estuvo en más episodios y seriales que Tegan, mientras que Rose Tyler estuvo en más seriales, pero no en tantos episodios. Sarah Jane fue la acompañante con más años entre su primera y su última aparición, y el Brigadier es quien tiene esa calificación contando los spin-offs.
Según el productor John Nathan-Turner, cuando pensaba un nombre para el personaje, dudaba entre Tegan, por la sobrina de un amigo en Australia, o Jovanka, por Jovanka Broz, la viuda del presidente de Yugoslavia Jospi Broz Tito, así que los escribió juntos en una hoja de papel. Cuando el editor de guiones Christopher H. Bidmead se equivocó pensando que Jovanka era el apellido del personaje y no un nombre alternativo, bautizó al personaje como Tegan Jovanka.

## Historia del personaje
Tegan aparece por primera vez en el último serial del Cuarto Doctor, Logopolis. Mientras va al aeropuerto de Heathrow para comenzar su nuevo trabajo como auxiliar de vuelo con Air Australia, el coche de su tía Vanessa que la lleva sufre un pinchazo. Tegan entra en una cabina de policía para pedir ayuda, sin saber que se trata de la TARDIS del Doctor. Tegan está presente cuando el Cuarto Doctor se cae desde lo alto del radiotelescopio del proyecto Pharos y se regenera en el Quinto Doctor, y continúa viajando con él y sus otros acompañantes. Al principio viaja con el Doctor porque su tía fue asesinada por El Amo, aunque aún quiere llegar al aeropuerto de Heathrow para comenzar su nuevo trabajo, tan pronto como el Doctor pueda llevarla allí.
Tegan es obstinada, gritona y directa, sin sentido de las buenas formas y sin miedo de decir lo que piensa (en Earthshock se describe a sí misma como "sólo una boca con piernas"). Su viaje en la TARDIS coincide con el de Adric, Nyssa, Vislor Turlough y Kamelion. Aunque suele discutir con ellos (sobre todo con Adric) así como con el Doctor, su fuerza de carácter les mantiene juntos y su lealtad y afecto a sus compañeros está fuera de toda duda. Está cercana a Nyssa, y le entristece especialmente su partida. Al principio sospecha mucho de Turlough, refiriéndose frecuentemente a él al principio como "mocoso", aunque gradualmente se van haciendo amigos. El Doctor nota que es una buena coordinadora, y suele animarla con las palabras "Valiente corazón, Tegan". Al parecer puede hablar al menos un idioma indígena australiano con fluidez y muestra una habilidad con las armas de fuego.
A pesar de su fuerza aparente, sin embargo, sus aventuras con el Doctor, a la vez emocionantes y aterradoras, acaban pasándole factura psicológica. Queda traumatizada por la muerte de Adric en Earthshock. Tras dejarla en Heathrow por un malentendido al final de Time-Flight, vuelve a la TARDIS en la siguiente aventura, Arc of Infinity, para ella un año después en la Tierra. Durante ese tiempo, Tegan ha trabajado como auxiliar de vuelo, pero la han despedido. Poco después de su vuelta, es poseída por la inteligencia alienígena conocida como la Mara. Al final, la carnicería que se produce en Resurrection of the Daleks es demasiado para lo que puede soportar, y se despide emotivamente del Doctor y de Turlough en el Londres de 1984.
Tegan Jovanka es una de los pocos acompañantes de la serie clásica de los que se conoce a su familia. Además de su tía australiana Vanessa (Dolore Whiteman), su abuelo materno inglés Andrew Verney (Frederick Hall) vive en el pueblo de Little Hodcombe en The Awakening, y su primo inglés Colin Frazer (Alastair Cumming) fue aterrorizado por Omega mientras iba de mochilero por Ámsterdam durante Arc of Infinity.
Tegan apareció en el episodio The Power of the Doctor en los especiales de la serie de 2022 que conmemoraron el centenario de la BBC, junto con la exacompañante Ace.